# 腋毛
腋毛（わきげ、underarm hair）は、腋窩部に生える毛のことである。

## 腋毛の生理
腋毛は陰毛と同じように第二次性徴期にホルモンの作用により思春期に発生する。男性の開始時期は陰毛の成長がTannerの分類で第4段階に達した頃から始まる。美容的観点から、腋毛を処理している女性は多い。

## 腋毛の性質
腋毛は陰毛と同様に一般に縮れ毛であり、腋窩部に発毛する。腋毛の濃さ、生える面積等は個人差が大きい。腋毛があることにより、腋窩部に汗が留まりそれが腋臭の原因の1つになっているがこれをもともとの腋毛の役割とする説もある。なお、一般論ではないものの、皮膚が薄く血管が近い部分であるため熱を保持する機能や皮膚が擦れることを防ぐ機能なども考えられる。

## 進化的意味
腋はサル類においてはむしろ毛の薄いところである。サル類の母親は子どもを腹側にしがみつかせて移動するが、その際の掴みやすい所として腋毛が進化したという説が出されたことがあったが、上記のように事実に反するためほとんど顧みられていない。性成熟に連れて発達することからも、むしろ陰毛などと共に匂いを保持するなど性的な意味があるという説もある。

## 一般社会における腋毛

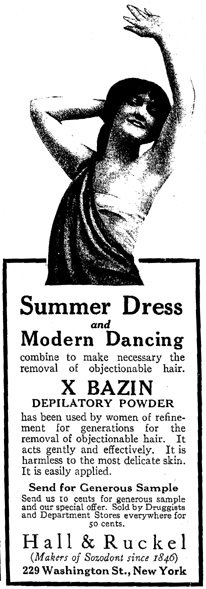

現代では、西洋社会を中心に、多くの女性が化粧同様定期的に腋毛を剃るのが習慣となっている。それまでは、女性が頭髪、眉毛、まつげを除くほぼ全身の体毛を剃っていたローマ帝国時代を除き、長年にわたり腋毛を剃る習慣がなかったものの、1915年にアメリカの女性向けファッション誌"Harper's Bazaar"に掲載された広告に記載された、"Summer Dress and Modern Dancing combine to make necessary the removal of objectionable hair"（サマードレスとモダンダンスには、好ましくない毛の除去が必要）という一文が火付け役になり、その後安全カミソリの発明とともに、腋毛の剃毛が一般化していったとされている。まずはアメリカ、カナダで一般化し、第二次世界大戦後西ヨーロッパに普及、1990年代の冷戦崩壊後、旧東ヨーロッパにも普及した。
なお、イスラム教徒の場合、宗教的清めの意味として、男女とも腋毛を剃る習慣がある。
日本においては、大正時代以降、まずダンスホールで肩が露出する夜会服を着用する上流階級の女性を中心に腋毛の剃毛が普及した。谷崎潤一郎の小説「痴人の愛」（1924年）にも「洋服を着るには腋の下を剃るもんよ、此処が見えたら失礼じゃない」と、既にそのような習慣があったことを示す一文がある。しかし、一般女性に普及するのは、一般女性の多くが洋服を着用するようになった太平洋戦争後である。特に1950年代になりアメリカで流行したノースリーブが日本でも紹介され普及した際に、同時に腋毛を剃る習慣も普及、さらにノースリーブを着用しない女性にも、集団心理が拍車を掛けたこともあってか、女性のたしなみとして一般化していった。美容品テレビCMの影響も考えられる。1980年代半ばには黒木香が腋毛AV女優として話題になり、剃ることがふつうであると印象付ける役目をした。
マンガ・アニメ等では腋毛は原則として男性でも省略して描かれるのが定番であり、成人向けのマニアックなものや剛毛であることを表現するために、腋毛そのものを描くことが目的でない限りあえて描かれることはまずない。男らしい剛毛の記号としての胸毛や脛毛が描かれているキャラクターであっても、腋毛はないことがほとんどである。